# Sölvi Ottesen
Sölvi Ottesen, oftast kallad Sölvi, född 18 februari 1984 i Reykjavik, är en isländsk fotbollsspelare (försvarare) som spelar för Víkingur och Islands landslag.
Ottesen skrev på för Djurgårdens IF under sommaren 2004 med kontrakt till och med säsongen 2008. Under säsongerna 2004 till och med 2006 spelade Ottesen sparsamt i backlinjen i händelse av att ordinarie spelare varit indisponibla på grund av skador, avstängning eller liknande. Under säsongen 2007 fick Ottesen spela fler matcher för DIF än vad han sammanlagt gjorde under säsongerna 2004-2006 för klubben. Ottesen matchades både som högerback och defensiv mittfältare under 2007. I hemmamatchen mot Halmstads BK 13 april 2008 gjorde Ottesen sitt första mål för Djurgården.
Fredag den 13 juni 2008 skrev Ottesen på för tre säsonger (till och med sommaren 2011) med danska klubben SønderjyskE som inför säsongen 2008-09 var nykomlingar i högstadivisionen, Den 18 juni 2010 blev han köpt av FC København.

## Meriter
- Svensk mästare 2005
- Svensk cupmästare 2004, 2005
- Landskamper för Isländska landslaget: 26 A, 11 U21
- Superligaen 2010–11, 2012–13
- Danska cupen 2011–12
- Champions League-spel i huvudturneringen med FC Köpenhamn säsongen 2010–11
- Europa League-spel i huvudturneringen med FC Köpenhamn säsongen 2011–12

## Säsongsfacit: ligamatcher / mål
- 2012-13: –
- 2011-12: 24 / 5 (för FC Köpenhamn)
- 2010-11: 13 / 2 (för FC Köpenhamn)
- 2009-10: 27 / 2 (för SønderjyskE)
- 2008-09: 27 / 4 (för SønderjyskE)
- 2008: 9 / 2 (av 11 matcher)
- 2007: 14 / 0
- 2006: 6 / 0
- 2005: 2 / 0
- 2004: 11 / 0, varav 7 / 0 för Víkingur Reykjavik (våren) och 4 / 0 för DIF (hösten)